# Campoplex albator
Campoplex albator là một loài tò vò trong họ Ichneumonidae.